# Nokia Lumia 1520
Nokia Lumia 1520 är en Windows Phone-baserad smartphone som tillkännagavs den 22 oktober 2013 av Nokia. Lanseringsdatum/säljstart i Sverige uppgavs till 16 januari 2014  i samband med annonseringen.
Nokia Lumia 1520 är tillsammans med Lumia 1320 som annonserades samma dag i oktober 2013 bolagets två första mobiltelefoner med en 6,0-tumsskärm. Skärmen hos Lumia 1520 har upplösningen 1920 × 1080 pixlar medan Lumia 1320 har den lägre upplösningen 1280x720.
Lumia 1520 är Nokias första mobil med Qualcomm:s kretsuppsättning Snapdragon 800 som inkluderar bland annat en fyrkärnig ARM-processor och grafikkretsen Adreno 330.

## Kamera
Nokia Lumia 1520 har en kamerasensor med storleken 1/2,5" och pressar in 20 megapixel. Nokia har valt att ge kameran varumärket PureView.
Egenskaper:
- Storlek: 1/2,5"
- Upplösning: 5376 × 3744 pixlar (20 megapixel)
- Optik: Carl Zeiss
- Linselement: 6 st
- BSI: ja
- OIS (optisk bildstabilisering): ja
- Blädare (aperture): f/2,4
- Optisk zoom: nej
- Blixt: Dual-LED

## Specifikationer
Urval av specifikationer för Lumia 1520
- System: Windows Phone (version 8.0)
- Skärm: 6,0 tum kapacitiv pekskärm med 1920 × 1080 pixlar
- Mobilnät: LTE (150/50 Mbps), Turbo-3G (42/5,76 Mbps) och GSM
- Lokala anslutningar: Wifi (11 a/b/g/n), Bluetooth och USB
- Kamera, primär: 20 megapixel (stillbilder) och 1080p (video)
- Kamera, sekundär: 720p (video)
- Processor: Quad-core 2,2 GHz Qualcomm Snapdragon 800
- Grafikkrets: Adreno 330
- RAM: 2 GB
- Lagring: 32 GB
- Minneskortplats: ja (Micro SD)
- Positionering: GPS, Glonass
- Batteri: 3400 mAh
- Mått: 162,8 x 85,4 × 8,7 mm
- Vikt: 209 g
- Färgval: gul eller svart modell